# Mike Will Made-It
Michael Len Williams II, mais conhecido pelo seu nome artístico, "Mike Will Made It"  (também estilizado como Mike WiLL Made It ou Mike Will), é um produtor musical norte-americano.

## Biografia
Mike WiLL Made It, nascido Michael Len Williams II em 23 de março de 1989 em Mariettó, Georgia, era o mais novo da família e possui duas irmãs mais velhas. Sua mãe cantava em um grupo gospel, cantando para Dottie Peoples quando Mike era pequeno. À medida que ia crescendo, Mike WiLL era atlético e participava de vários times da escola, como o basquete, baseball e futebol, sempre sonhando em ser um profissional da área. Quando adolescente, Mike WiLL desenvolveu seu talento pra música ao imitar os instrumentos que ele ouvia na rádio. Em muitas entrevistas, Mike WiLL mencionou ter aprendido a tocar "Young'n (Holla Black)" do famoso rapper de Nova York, Fabolous.
Aos 14 anos, Mike WiLL começou a fazer suas próprias batidas em uma Korg ES1, que ganhou de seu pai de Natal. Com o tempo, ele começou a produzir sons utilizando equipamentos mais sofisticados como o Korg Triton, o Akai MPC1000, Yamaha Motif e Roland Fantom.
Após a formatura do colegial, Mike WiLL focou na sua carreira como produtor musical.

### Singles produzidos
| Ano  | Título | Posição nas paradas | Posição nas paradas | Posição nas paradas | Posição nas paradas | Posição nas paradas | Posição nas paradas | Posição nas paradas | Certificados        | Álbum                                   |
| Ano  | Título | US                  | US R&B/HH           | US Rap              | CAN                 | FRA                 | NLD                 | UK                  | Certificados        | Álbum                                   |
| ---- | --- | ------------------- | ------------------- | ------------------- | ------------------- | ------------------- | ------------------- | ------------------- | ------------------- | --------------------------------------- |
| 2011 | "Tupac Back" (Meek Mill feat. Rick Ross)                                                                            | —                   | 31                  | 22                  | —                   | —                   | —                   | —                   |                     | Self Made Vol. 1                        |
| 2011 | "Ain't No Way Around It" (DJ Drama feat. Future)                                                                    | —                   | 48                  | —                   | —                   | —                   | —                   | —                   |                     | Third Power                             |
| 2012 | "Way Too Gone" (Young Jeezy feat. Future)                                                                           | —                   | 87                  | —                   | —                   | —                   | —                   | —                   |                     | Thug Motivation 103: Hustlerz Ambition  |
| 2012 | "Turn on the Lights" (Future)                                                                                       | 50                  | 2                   | 4                   | —                   | —                   | —                   | —                   | - RIAA: Gold        | Pluto                                   |
| 2012 | "Mercy" (Kanye West, Big Sean, Pusha T & 2 Chainz) (Produced with Lifted, Mike Dean, Kanye West and Hudson Mohawke) | 13                  | 1                   | 1                   | 46                  | 101                 | —                   | 55                  | - RIAA: 2x Platinum | Cruel Summer                            |
| 2012 | "No Lie" (2 Chainz feat. Drake)                                                                                     | 24                  | 1                   | 1                   | —                   | —                   | —                   | —                   | - RIAA: Platinum    | Based on a T.R.U. Story                 |
| 2012 | "Itchin' (DJ Infamous feat. Future)                                                                                 | —                   | 85                  | —                   | —                   | —                   | —                   | —                   |                     |                                         |
| 2012 | "Bandz A Make Her Dance" (Juicy J featuring Lil Wayne & 2 Chainz)                                                   | 29                  | 6                   | 5                   | —                   | —                   | —                   | —                   | - RIAA: Gold        | Stay Trippy                             |
| 2012 | "Neva End (Remix)" (Future feat. Kelly Rowland)                                                                     | 52                  | 14                  | 11                  | —                   | —                   | —                   | —                   |                     | Pluto 3D                                |
| 2013 | "Pour It Up" (Rihanna)                                                                                              | 19                  | 6                   | —                   | 49                  | 92                  | —                   | 70                  | - RIAA: Platinum    | Unapologetic                            |
| 2013 | "We Still in This Bitch" (B.o.B feat. T.I. & Juicy J)                                                               | 66                  | 19                  | 15                  | 67                  | —                   | —                   | —                   | - RIAA: Gold        | Fuck 'Em We Ball                        |
| 2013 | "Love Me" (Lil Wayne feat. Future & Drake)                                                                          | 9                   | 4                   | 3                   | 49                  | 27                  | 79                  | 44                  | - RIAA: Platinum    | I Am Not a Human Being II               |
| 2013 | "Show Out" (Juicy J feat. Big Sean & Young Jeezy)                                                                   | 74                  | 24                  | 17                  | —                   | —                   | —                   | —                   |                     | Stay Trippy                             |
| 2013 | "Bugatti" (Ace Hood feat. Future & Rick Ross)                                                                       | 33                  | 9                   | 8                   | —                   | —                   | —                   | —                   | - RIAA: Gold        | Trials & Tribulations                   |
| 2013 | "Kisses Down Low" (Kelly Rowland)                                                                                   | 72                  | 25                  | —                   | —                   | —                   | —                   | —                   |                     | Talk a Good Game                        |
| 2013 | "Body Party" (Ciara)                                                                                                | 22                  | 7                   | —                   | —                   | —                   | —                   | —                   |                     | Ciara                                   |
| 2013 | "We Can't Stop" (Miley Cyrus)                                                                                       | 2                   | —                   | —                   | 4                   | 54                  | 54                  | 1                   | - RIAA: Platinum    | Bangerz                                 |
| 2014 | ''Faded'' (Mariah Carey)                                                                                            | —                   | —                   | —                   | —                   | —                   | —                   | —                   |                     | Me. I Am Mariah (The Elusive Chanteuse) |